# 似小頭瓊脂鯉
似小頭瓊脂鯉，為輻鰭魚綱脂鯉目脂鯉亞目脂鯉科的其中一個種，為熱帶淡水魚，分布於南美洲奧里諾科河及圭亞那沿岸淡水流域，體長可達12公分，棲息在沙泥底質水域，生活習性不明。

## 扩展阅读
- 維基物種上的相關：似小頭瓊脂鯉